# Christoph Hemmerich
Christoph Hemmerich (* 12. Dezember 1795 in Pyrmont; † 17. Mai 1885 ebenda) war ein deutscher Weinhändler und Politiker.
Seine Eltern waren Johann Christoph Conrad Hemmerich (* 24. April 1743; † 27. Oktober 1829) und dessen Ehefrau Marie Elisabeth Ostheim.
Hemmerich heiratete am 16. September 1823 in Oesdorf Amalie Friederike, geborene Nölting, die geschiedene Frau des Kaufmanns Wilhelm Conrad Milberg. Er war Weinhändler in Pyrmont. 1849 bis 1853 gehörte er dem Spezial-Landtag für das Fürstentum Pyrmont an.
Erstmals von 1850 bis 1853 und dann nochmals von 1858 bis 1859 war er Bürgermeister der Stadt Pyrmont.
Ab 1862 war er Mitglied und stellvertretender Vorsitzender der Kirchenbaukommission für den Bau der Evangelischen Stadtkirche in Pyrmont.